# Kenneth al III-lea al Scoției
Cináed mac Duib (n. secolul al X-lea – d. 25 martie 1005, Tayside⁠(d), Scoția, Regatul Unit) a fost regele Scoției din 997 până în 1005. A fost fiul lui Dubh al Scoției.
Singurul eveniment raportat în timpul domniei lui Kenneth al III-lea este asasinarea lui Dúngal mac Cináeda de Gille Coemgáin mac Cináeda, în Analele celor Patru Maeștri, din 999. Nu este sigur dacă se referă la evenimente din Scoția sau dacă cei doi au fost fii lui Kenneth. O altă informație apare în 1035 raportând că nepoata lui și soțul ei Cathal, fiul lui Amalgaid, au fost uciși de Cellach, fiul lui Dúnchad.
Kenneth al III-lea a fost ucis în luptă, la Monzievaird în Strathearn de Malcolm al II-lea, în 1005.